# Magnetohidrodinamika

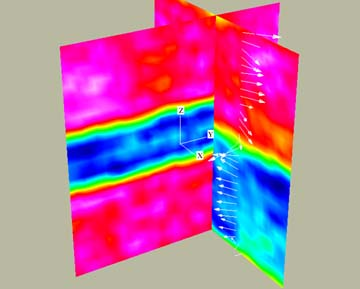
A napszél MHD-i szimulációja

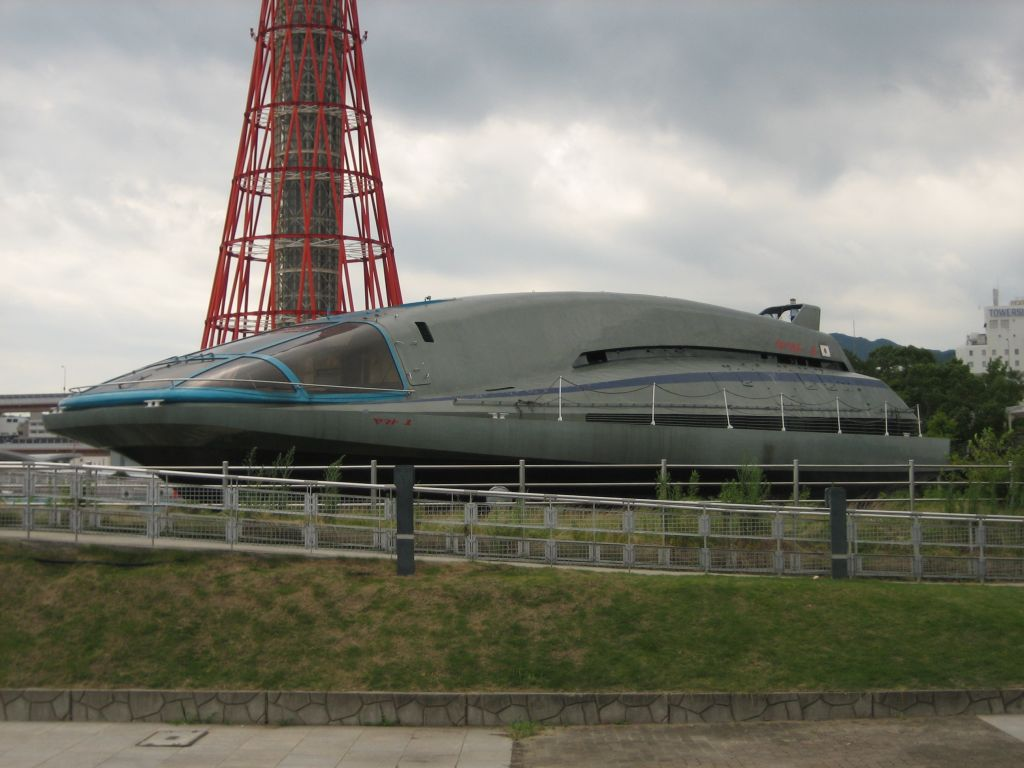
A Yamato 1 hajó, az első működő MHD meghajtású prototípus Kóbe (Japán) kikötőjében (15 km/h sebességre volt képes)

A magnetohidrodinamika (MHD) az a tudományág, amely az elektromos vezetőképességű folyadékok, ionizált gázok külső és/vagy önmaguk által generált elektromágneses erőterekben bekövetkezett mozgását tárgyalja önkonzisztens módon. A hidrodinamika egyenleteit ehhez annyiban kell kiegészíteni, hogy a mozgásegyenletben megjelenik egy Lorentz-erőből származó térfogati erősűrűség, ami a folyadékban folyó elektromos áramsűrűség és a mágneses tér kölcsönhatásából eredő erőt írja le. A két új fizikai mennyiség (áramsűrűség és mágneses tér) kiszámításához az egyenletrendszert ki kell még egészíteni az elektromos áramsűrűség kiszámításához szükséges Ohm-törvénnyel, és a mágneses tér kiszámításához szükséges Ampere-törvénnyel. Így már az elektromosan vezető semleges folyadékok (és gázok) mozgásának teljes leírását kapjuk.
A szoláris magnetohidrodinamika a Napon végbemenő áramlásokkal (a plazma áramlásaival az elektromágneses térben) foglalkozik. A magfúzió-kutatás és az égitestekben zajló folyamatok vizsgálata ma már elképzelhetetlen az MHD alkalmazása nélkül, de jelentős szerepe van a forró plazmából való áramtermelés kutatásában is.
A 20. század elején-közepén az eredetileg villamosmérnök Hannes Olof Gösta Alfvén svéd plazmafizikus a  plazmaáramokat vizsgálva teremtette meg a magnetohidrodinamika alapjait. Alfvén a róla elnevezett magnetohidrodinamikai hullámok elméletét 1942-ben tette közzé a Nature-ben, a tudományágban kifejtett munkásságáért 1970-ben fizikai Nobel-díjat kapott.
Magyarországon a szoláris és asztrofizikai magnetohidrodinamika kutatását Marik Miklós indította el az 1960-as években.

## Alkalmazása
A magnetohidrodinamika elvét felhasználva különböző, mozgó alkatrészek nélküli hajtóművekkel kísérleteztek (1965: Santa Barbara (USA, Kalifornia); 1991: Japán, a Yamato 1 nevű prototípus), de ezek nem érték el a kívánt eredményt.

## Fordítás
- Ez a szócikk részben vagy egészben  a   Magnetohydrodynamics című angol Wikipédia-szócikk fordításán alapul.  Az eredeti cikk szerkesztőit annak laptörténete sorolja fel. Ez a jelzés csupán a megfogalmazás eredetét és a szerzői jogokat jelzi, nem szolgál a cikkben szereplő információk forrásmegjelöléseként.
- Ez a szócikk részben vagy egészben  a   Magnetohydrodynamic drive című angol Wikipédia-szócikk fordításán alapul.  Az eredeti cikk szerkesztőit annak laptörténete sorolja fel. Ez a jelzés csupán a megfogalmazás eredetét és a szerzői jogokat jelzi, nem szolgál a cikkben szereplő információk forrásmegjelöléseként.